# علیرضا فیروزجا
علیرضا فیروزجا (زادهٔ ۲۸ خرداد ۱۳۸۲) استادبزرگ شطرنج ایرانی-فرانسوی است. وی از ژوئیه ۲۰۲۱ با پرچم فرانسه در مسابقات بین‌المللی شرکت می‌کند. فیروزجا در ۱۲ سالگی قهرمان شطرنجِ ایران و در ۹ آوریل ۲۰۱۸ (۱۴ سالگی) به درجهٔ استادبزرگی رسید. هنگامی که ۱۶ سال و ۱ ماه داشت، اولین بازیکن تاریخ شطرنج ایران و دومین بازیکن جوان در تاریخ شطرنج جهان شد که به ریتینگِ ۲۷۰۰ دست پیدا کرده‌اند. سپس هنگامی که ۱۸ سال و ۵ ماه داشت، با شکستن رکوردِ مگنوس کارلسن، جوانترین بازیکن تاریخ شطرنج جهان شد که به ریتینگِ ۲۸۰۰ دست پیدا کرده‌اند. در نوامبر ۲۰۲۱، وی با قهرمانی در رقابتهای گرندسوئیس شطرنج جهان ۲۰۲۱ موفق شد جواز ورود به مسابقات کاندیداتوری شطرنج جهان در سال ۲۰۲۲ را کسب کند. علیرضا در آوریل ۲۰۲۴ در ردهٔ ششم شطرنج جهان و در ردهٔ نخستِ شطرنج‌بازانِ فرانسه قرار گرفت. علیرضا در مه ۲۰۲۵ در رتبه‌بندی فیده با ریتینگ ۲۷۵۷، در جایگاه نهم برترین شطرنج‌باز جهان قرار دارد.
وی در سال‌های ۱۳۹۴ و ۱۳۹۷  قهرمان شطرنج ایران شد.

## زندگی
علیرضا فیروزجا ۲۸ خرداد ۱۳۸۲ در بابُل زاده شد. وی در ۸ سالگی شطرنج را آغاز کرد. برادری بزرگتر به نامِ محمدرضا دارد که او نیز به‌طور رسمی، شطرنج بازی می‌کند.
فیروزجا در سال ۱۳۹۸ همراه با پدرش ایران را ترک کرد و از آن پس، در فرانسه زندگی می‌کند.

## فعالیت حرفه‌ای
فیروزجا در ردهٔ سنی زیر ۱۲ سال در رقابت‌های شطرنج قهرمانی جوانان آسیا در سال ۲۰۱۵ توانست نشان طلا را به دست بیاورد. او در سال ۲۰۱۶ قهرمان مسابقات قهرمانی ایران شد. وی با کسب امتیاز ۸/۱۱ (۶=۰–۵+)، یک امتیاز کامل از نزدیک‌ترین رقیب‌اش پیش افتاد، و با ۱۲ سال سن تبدیل به جوان‌ترین فردی شد که تا به حال این عنوان را به دست آورده است. همچنین در سال ۲۰۱۶، وی درجهٔ استاد بین‌المللی (IM) را از فدراسیون بین‌المللی شطرنج (فیده) دریافت نمود.

### ۲۰۱۸
در فوریه ۲۰۱۸، وی در رقابت‌های آزاد آئروفلوت (Aeroflot Open) در روسیه شرکت کرد و با قرار گرفتن در ردهٔ ۴۰ بین ۹۲ شرکت‌کننده، و کسب امتیاز ۹/½۴ (۵=۲–۲+) و به دست آوردن آخرین نرم مورد نیاز خود برای رسیدن به عنوان استادبزرگی (GM) به کار خود پایان داد. وی در آوریل ۲۰۱۸ عنوان استادبزرگی خود را از فیده دریافت کرد. از ۲۶ ژوئیه تا ۴ اوت، فیروزجا به عنوان نمایندهٔ ایران در جام ملت‌های آسیا شرکت کرد که در همدان برگزار شد. ایران در هر سه رویداد آزاد قهرمان شد و فیروزجا با کسب امتیاز ۶/۷ برترین عملکرد شخصی بین تمام شرکت‌کنندگان در بخش شطرنج کلاسیک را به نام خود به ثبت رساند.
در چهل و سومین المپیاد شطرنج، او در تختهٔ چهارم بازی کرد، و امتیاز ۸/۱۱ (۴=۱–۶+) به دست آورد. وی در المپیاد جهانی شطرنج جوانان زیر ۱۶ سال، که از ۲۵ نوامبر تا ۲ دسامبر برگزار شد، با کسب امتیاز ۸/۹ (۲۷۳۶PR ؛۲=۰–۷+) موفق به کسب نشان طلا در بخش انفرادی شد.
در مسابقات قهرمانی شطرنج سریع جهان ۲۰۱۸ که در سن پترزبورگ انجام شد، فیروزجا در آوردگاه بازیکنان با کلاس جهانی با قرارگرفتن در ردهٔ ششم و پایین‌تر از دانیل دوبوف، شهریار ممدیاروف، هیکارو ناکامورا، ولادیسلاو میخایلوویچ آرتمیف و مگنوس کارلسن به کار خود پایان داد.
وی که به عنوان نفر ۱۶۹ در بین ۲۰۶ شرکت‌کننده، کار خود را آغاز کرده‌بود در پایان با کسب امتیاز ۱۰/۱۵ (۴=۳–۸+) و رتبه‌بندی عملکرد ۲۸۴۸، پس از دوبوف قهرمان، بهترین عملکرد را به ثبت رساند.
در رقابت‌های قهرمانی شطرنج رعدآسا جهان، فیروزجا با کسب امتیاز ۱۲/۲۱ (۴=۷–۱۰+) در مکان ۴۲ در بین ۱۵۰ شطرنج‌باز قرار گرفت. او در پایان دور هفتم با ۷/½۶ پیشتاز مسابقات بود اما پس از باخت به کارلسن، قهرمان مسابقات، در دور هشتم، شکل نتایج او تغییر کرد و دیگر نتوانست روند مثبت خود را که در ۷ رقابت نخست داشت، به دست بیاورد.

### ۲۰۱۹

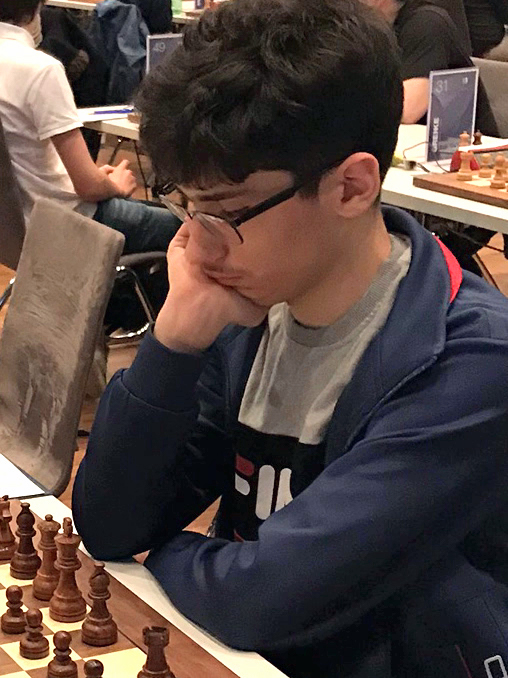
فیروزجا در رقابت‌های گرنکه در ۲۲ آوریل ۲۰۱۹

فیروزجا در سال ۲۰۱۹ برای بار دوم قهرمان شطرنج ایران شد و با کسب امتیاز ۹/۱۱ (۴=۰–۷+) و بدون شکست توانست نفر نخست مسابقات شود.
در مارس ۲۰۱۹، او با تیم ایران در مسابقات قهرمانی شطرنج تیمی جهان شرکت کرد. وی در تیم ایران امتیاز ۷/۹ (۲=۱–۶+) کسب کرد و ایران در بین ده تیم، جایگاه ششم مسابقات را کسب کرد.
سپس در مارس او در سومین دورهٔ مسترز شارجه شرکت کرد و درحالی که جایگاهش در طول رقابت‌ها بین جایگاه‌های یکم تا هفتم تغییر می‌کرد، پس از انجام بازی نهم و پایانی با کسب امتیاز ۷/۹ (۴=۰–۵+) در جایگاه چهارم قرار گرفت. در پایان ارنستو اینارکیف به عنوان نخست رقابت‌ها رسید.
در آوریل، فیروزجا در مسابقات شطرنج سریع Chess.com به رقابت پرداخت و در دور یک‌چهارم نهایی به هیکارو ناکامورا، قهرمان بازی‌ها باخت و از دور رقابت‌ها کنار رفت.
سپس در آوریل، فیروزجا پس از کنستانتین لوپولسکو از رومانی با کسب ۶ برد و یک باخت و دو تساوی (۲=۱–۶+) و کسب ۷ امتیاز از ۹ امتیاز ممکن (۷/۹) در جایگاه دوم سی و چهارمین دورهٔ مسابقات آزاد ریکیاویک ایسلند قرار گرفت. وی در روز استراحت این رقابت‌ها در مسابقات شطرنج بابی فیشر اروپایی با امتیاز ۸/۹ که با کسب ۷ پیروزی و دو تساوی (۲=۰–۷+) به دست آمد قهرمان شد.
فیروزجا در مسابقات شطرنج آزاد گرنکه، که از ۱۸ تا ۲۲ آوریل برگزار شد، به رقابت پرداخت. او در دو بازی نخست خود صاحب برتری شد اما از بازی مقابل استاد بزرگ شطرنج اسرائیل اُر برونستین در دور سوم خودداری کرد، و بدین ترتیب این بازی برگزار نشد. فیروزجا سپس در دور چهارم مقابل آنتونیا زاگنفوس دارای ریتینگ ۱۹۴۵ شکست خورد و با پیروزی در پنج رقابت بعدی با امتیاز نهایی ۷ از ۹ (۷/۹) در رتبهٔ ۲۷ مسابقات قرار گرفت.
در ماه مه، فیروزجا در رویداد قهرمانی شطرنج سرعتی جوانان جهان ۲۰۱۹ در یک رقابت آنلاین شطرنج رعدآسا و سریع، به میزبانی Chess.com با استاد بزرگ کشور پرو، خوزه مارتینز-آلکانتارا به رقابت پرداخت. علیرضا توانست این بازی را نتیجهٔ کلی ۱۸ بر ۷ پیروز شود. سپس در ماه مه، او در مسابقات شطرنج سریع و رعدآسا فرانسه که در لو بلان-منیل برگزار می‌شد، شرکت کرد. او با شکست دادن آلبرتو دیوید ایتالیایی در دیدار پایانی، عنوان نخست این رویداد سریع را به دست آورد.
در ماه ژوئن، فیروزجا در هجدهمین دورهٔ شطرنج قهرمانی آسیا که از ۶ تا ۱۶ ژوئن در شینگتای به انجام رسید، شرکت کرد. او این مسابقات را با کسب امتیاز ۶/۹ (۲=۲–۵+) در مکان ششم به پایان رساند. با این‌که تنها پنج نفر برتر برای حضور در مسابقات جام جهانی شطرنج ۲۰۱۹ انتخاب می‌شدند، اما فیروزجا برای حضور در مسابقات جام جهانی شطرنج ۲۰۱۹ صعود کرد چرا که لی کوانگ لیم، نفر نخست مسابقات و رینات جومابایف، نفر پنجم مسابقات، پیش از این در رویدادهای پیشین توانسته بودند جواز حضور در جام جهانی ۲۰۱۹ را به دست بیاورند.
او سپس در بخش شطرنج رعدآسا که در روز پایانی رقابت‌ها برگزار گردید، با کسب امتیاز ۶٫۵ از ۹ امتیاز ممکن (۹/½۶) در جایگاه چهارم جای گرفت. وی ۶ برد، دو باخت و یک تساوی (۱=۲–۶+) کسب کرد.
فیروزجا از ۱۷ تا ۲۸ ژوئیه به عنوان نمایندهٔ تاتوان در سوپر لیگ ترکیه شرکت کرد. او در این مسابقات امتیاز ۱۳/½۱۱ (۳=۰–۱۰+) کسب کرد و توانست ریتینگ خود را به ۲۷۰۲ رساند و با رسیدن به این ریتینگ علیرضا نخستین ایرانی شد که به ریتینگ ۲۷۰۰ یا بالاتر رسیده است. همچنین با رسیدن به این رکورد، وی جوان‌ترین سوپر استادبزرگ حال حاضر جهان شد.
در جام جهانی شطرنج در ماه سپتامبر، فیروزجا در دورهای نخست و دوم به ترتیب آرمان پاشیکیان و دنیل دوبوف را شکست داد و بدین ترتیب فیروزجا به نخستین بازیکن ایرانی تبدیل شد که به دور سوم جام جهانی شطرنج رسیده است. وی در دور سوم برابر دینگ لیرن، استاد بزرگ شطرنج چین و بخت نخست قهرمانی قرار گرفت و در دو بازی شطرنج کلاسیک با حریف خود به تساوی رسید اما هر دو بازی سریع را از دست داد و از رقابت‌ها حذف شد.
در ۲۷ دسامبر علیرضا فیروزجا اعلام کرد که دیگر زیر نظر فدراسیون شطرنج ایران بازی نخواهد کرد. این تصمیم وی پس از کناره‌گیری تیم ایران از شرکت در رقابت‌های قهرمانی شطرنج سریع و رعدآسا جهان ۲۰۱۹ به منظور پیشگیری از بازی نمایندگان این کشور با اسرائیلی‌ها گرفته شد. در عوض فیروزجا با مجوز فدراسیون بین‌المللی شطرنج (فیده)، به عنوان نمایندهٔ این نهاد به رقابت پرداخت. علیرضا از ۲۶ تا ۲۸ دسامبر در مسابقات قهرمانی شطرنج سریع جهان که در مسکو برگزار می‌شد، به رقابت پرداخت. او با کسب امتیاز ۱۵/½۱۰ (۵=۲–۸+) توانست به عنوان نائب قهرمانی جهان برسد. فیروزجا در این مسابقات توانست هیکارو ناکامورا استاد بزرگ آمریکایی و نفر نخست شطرنج رعدآسا جهان را شکست بدهد اما برابر مگنوس کارلسن باخت. او در پایان با یک امتیاز کمتر از قهرمان رقابت‌ها، مگنوس کارلسن دوم شد و نخستین سوپر استادبزرگ زادهٔ-ایران شد که در تاریخ این مسابقات توانسته است روی سکو برود. در مسابقات قهرمانی شطرنج رعدآسا جهان که از ۲۹ تا ۳۰ دسامبر انجام شد، فیروزجا با ۱۲ پیروزی و ۶ باخت و ۳ تساوی (۳=۶–۱۲+)، ۱۳٫۵ امتیاز از ۲۱ امتیاز ممکن کسب کرد (۲۱/½۱۳) و به رتبهٔ ششم دست یافت.

### ۲۰۲۰
در ژانویه، علیرضا فیروزجا در مسابقات سوپر تورنمنت تاتا استیل شرکت کرد. او نخستین ایرانی شد که در گروه استادبزرگ‌های این مسابقات به رقابت پرداخت. پیش از این پرهام مقصودلو از ایران در رقابت‌های تاتا استیل رقابت کرده بود. این نخستین باری بود که فیروزجا در یک تورنمنت کلاسیک رابین-رابین با نخبگان جهانی روبرو می‌شد و وی در مصاحبه‌ای گفت که انتظار پیروزی در این رویداد را نداشته بلکه به دنبال کسب تجربهٔ بیشتر در رقابت‌های سطح بالا است. او با امتیاز ۱۳/½۶ (۴=۴–۵+) و کسب مقام نهم به کار خود پایان داد.
در ماه فوریه، فیروزجا در بخش استادبزرگ‌های جشنوارهٔ بین‌المللی شطرنج پراگ، در یک رویداد ۱۰ نفره در دستهٔ XIX، به عنوان جانشین دیرهنگام، به جای وی یی، که به شیوع بیماری همه‌گیر COVID-19 نتوانسته بود شرکت کند، به رقابت پرداخت. پس از تساوی نفرات نخست تا پنجم در امتیاز ۵/۹، فیروزجا پس از پیروزی ۲ بر ۰ برابر ویدیت گوجرادی توانست به عنوان قهرمانی مسابقات برسد و بدین ترتیب توانست نتیجهٔ کسب شده در رقابت پیشین خود در تاتا استیل را بهبود ببخشد و تبدیل به جوان‌ترین بازیکنی شود که توانسته در یک سوپر تورنمنت قهرمان شود.
در ۱۵ آویل، فیروزجا در دیدار نهایی جام بنتر بلیتس شطرنج رعدآسا (Chess24 Banter Blitz Cup) که به صورت اینترنتی برگزار می‌شد در برابر ماگنوس کارلسن قرار گرفت و با حساب ½۸–½۷ برابر مرد شماره یک شطرنج جهان پیروز شد و جایزهٔ ۱۴ هزار دلاری رقابت‌ها را از آن خود کرد. این بازی که به صورت آنلاین از سایت میزبان این رقابت‌ها پخش می‌شد نزدیک به ۳۰ هزار تماشاگر داشت.
رقابت‌های بنتر بلیتس یک مسابقهٔ حذفی با ۱۲۸ بازیکن در سایت chess۲۴ است و مجموع جوایز این مسابقات ۵۰ هزار دلار بود و نفر نخست این رقابت‌ها ۱۴ هزار دلار را برنده شد.
فیروزجا سپس در رقابت‌های سوپر تورنمنت به دعوت ماگنوس کارلسن (Magnus Carlsen Invitational) که رویدادی سریع بود و توسط chess۲۴ از ۱۸ آوریل تا ۳ مه برگزار شد به همراه کارلسن و شش شطرنج‌باز برتر دیگر شرکت کرد.
کارلسن به عنوان نفر نخست شطرنج جهان با توجه به شیوع ویروس کرونا و لغو بازی‌های حضوری، تصمیم گرفت که این رقابت‌ها را راه‌اندازی کند. او به دلیل این که علاقه‌مندان شطرنج در خانه‌ها بمانند و خلأ لغو بسیاری از مسابقات مهم و باکیفیت را احساس نکنند، تصمیم به این کار گرفت.
این مسابقات در هفت دور برای هر شطرنج‌باز که شامل چهار بازی سریع است برگزار شد و هر فرد در صورت پیروزی مستقیم برابر حریف ۳ امتیاز می‌گرفت. در صورت تساوی دو بر دو، شطرنج‌بازی که در بازی سرنوشت (آرماگدون) پیروز می‌شد برندهٔ ۲ امتیاز می‌شد و به بازنده یک امتیاز داده می‌شد. در پایان هفت دور، چهار نفر نخست به مرحلهٔ نیمه‌نهایی صعود می‌کردند.
علیرضا فیروزجا در رقابت خود با کارلسن با نتیجهٔ ½۲–½۱ باخت. فیروزجا در پایان دور هفتم مسابقات با پنج باخت و دو پیروزی کسب شده در ردهٔ ششم رقابت‌ها جای گرفت و نتوانست به دور حذفیِ نیمه‌نهایی راه یابد. در دیدار نهایی نیز کارلسن برابر ناکامورا به برتری رسید و قهرمان این رقابت‌ها شد.
در اکتبر، فیروزجا در سوپر تورنمنت سالیانهٔ نروژ که در استاوانگر برگزار می‌شد، حضور پیدا کرد. ماگنوس کارلسن قهرمان جهان، فابیانو کاروانا شمارهٔ ۲ جهان، یان کریستوف دودا، لوون آرونیان و آرین طاری بازیکن اهل نروژ، نفرات شرکت کننده در این رویداد بودند. مانند دورهٔ پیشین، این رقابت‌ها با سیستم امتیازدهی مسابقات فوتبال (۳ امتیاز برای برد، ۱ امتیاز برای مساوی و ۰ امتیاز برای باخت) به انجام رسید. در صورت تساوی، بازی‌ها در دور بازی حذفی آرماگدون مشخص می‌شد.
فیروزجا با به دست آوردن مقام دوم (۱۸٫۵)، ۱ امتیاز پایین‌تر از کارلسن (۱۹٫۵) و بالاتر از آرونیان، کاروانا و دودا به کار خود پایان داد. طبق شکل استاندارد و معمول امتیازدهی، کسب ۶٫۵/۱۰ (۵=۱–۴+) برای کسب جایگاه نخست این رقابت‌ها کافی بود. TPR وی برای این رویداد ۲۸۸۰ بود.

## دستاوردها

### ملی
وی در سال ۱۳۹۴ و در سن ۱۳ سالگی موفق شد احسان قائم‌مقامی، نخستین استاد بزرگ شطرنج ایران را شکست دهد. وی جوان‌ترین استاد بزرگ شطرنج ایران است که توانست در فروردین ۱۳۹۷ و در سن ۱۴ سال و ۱۰ ماه به این عنوان دست یابد. عنوانی که پیش از او در اختیار پرهام مقصودلو با ۱۶ سال و ۱ ماه بود. وی در سال ۲۰۱۹ با رسیدن به ریتینگ ۲۷۰۲ رکورد بالاترین ریتینگ دست‌یافته در تاریخ شطرنج ایران را به نام خود ثبت کرد. رکوردی که پیش از او در اختیار پرهام مقصودلو بود که ریتینگ ۲۶۸۹ را به‌دست آورده بود.
فیروزجا در رقابت‌های سوپر تورنمنت شطرنج تاتا استیل در ژانویه سال ۲۰۲۰ با برتری مقابل آنیش‌گیری با ریتینگ ۲۷۶۸، رکورددار بهترین پیروزی تاریخ شطرنج ایران شد. رکوردی که پیش از وی در اختیار احسان قائم مقامی بود.

### بین‌المللی
در نوامبر ۲۰۱۴ فیروزجا به ریتینگ ۲۳۳۲ بزرگسالان رسید و این ریتینگ، بهتر از ریتینگی است که ماگنوس کارلسن در چنین سنی داشته است. علیرضا فیروزجا در مرداد ۱۳۹۸ و در پایان سوپر لیگ ترکیه با ۱۰ برد و ۳ تساوی همزمان با دست‌یابی به عنوان قهرمانی تیمی و انفرادی، توانست به ریتینگ ۲۷۰۰ برسد تا نخستین سوپر استاد بزرگ شطرنج ایران لقب بگیرد.
علیرضا فیروزجا با رسیدن به ریتینگ ۲۷۰۰ در سن ۱۶ سال و ۱ ماهگی (پس از وی یی و بالاتر از ماگنوس کارلسن)، دومین بازیکن جوان تاریخ شطرنج جهان شد که به عنوان سوپر استاد بزرگی دست پیدا می‌کند.
وی به نخستین شطرنج‌باز تاریخ ایران توانست در سال ۲۰۱۹ به دور سوم جام جهانی شطرنج راه یابد؛ رکوردی که در سال ۲۰۲۱ توسط محمد امین طباطبایی شکسته شد. فیروزجا در این مرحله مقابل دینگ لیرن نفر سوم رنکینگ جهانی و بخت نخست قهرمانی رقابت‌ها قرار گرفت. دو بازی نخست آن‌ها در بخش شطرنج استاندارد با تساوی به پایان یافت؛ ولی در رقابت‌های شطرنج سریع، دینگ لیرن توانست با نتیجه ۲–۰ فیروزجا را شکست دهد و به مرحلهٔ یک‌هشتم نهایی جام جهانی راه یابد.

## تغییر پرچم
در شهریور ۱۳۹۸ شایعاتی مبنی بر خروج علیرضا فیروزجا از ایران و گرفتن تابعیت فرانسه مطرح شد. وی در دسامبر ۲۰۱۹ و پس از عدم اعزام تیم ملی ایران به مسابقات قهرمانی جهان به سبب جلوگیری از رویارویی با رقیبان اسرائیلی اعلام کرد که دیگر زیر نظر فدراسیون شطرنج ایران و با نام این کشور در مسابقات شرکت نمی‌کند. وی در ۱۵ مرداد ۱۳۹۷ گفته بود به پیشنهاد تغییر تابعیت فکر هم نمی‌کند اما شرایط برای وی به گونه‌ای پیش رفت که راهی جز مهاجرت برای او باقی نماند. مهرداد پهلوان‌زاده، رئیس سابق فدراسیون شطرنج ایران در مصاحبه ای در ۱۲ بهمن ۱۳۹۸ (۲۰۲۰ میلادی) گفت: «علیرضا فیروزجا همراه با خانواده خود مهاجرت کرده است. او در حال حاضر در فرانسه زندگی می‌کند. فیروزجا قصد داشت در ابتدا برای ایران بازی کند، اما شورای برون مرزی (یک نهاد سیاسی که برخلاف منشور المپیک و به صورت غیرقانونی خروج ورزشکاران ایرانی را مدیریت می‌کند) تشخیص داد که وی نمی‌تواند با پرچم ایران بازی کند و بنابراین فیروزجا مجبور به تغییر پرچم خود شد.» او در مصاحبه مدعی شد فیروزجا هر زمان که بخواهد می‌تواند به ایران بازگردد و با تغییر پرچم خود به ایران، برای این کشور بازی کند.
فیروزجا در دسامبر ۲۰۱۹ در مسابقات قهرمانی شطرنج سریع جهان که در روسیه به انجام رسید، با پرچم فدراسیون بین‌المللی شطرنج (فیده) شرکت کرد و در دور نهایی پس از مگنِس کارلسن، در سکوی دوم شطرنج سریع جهان قرار گرفت.
در ۳ دی ۱۳۹۸ وبگاه فدراسیون بین‌المللی شطرنج به‌طور رسمی پرچم ایران را از مقابل نامِ فیروزجا برداشت و به جای آن پرچمِ فدراسیون بین‌المللی شطرنج (فیده) را قرار داد؛ تا از آن پس او با نام فدراسیون جهانی در مسابقات شرکت کند. وی هم‌اکنون با پرچم فرانسه و به عنوان یک فرانسوی در مسابقات شرکت می‌کند.